# Pavol Urban
Pavol Urban (* 28. září 1942) byl slovenský a československý politik Komunistické strany Slovenska a poslanec Sněmovny národů a Sněmovny lidu Federálního shromáždění za normalizace.

## Biografie
K roku 1971 a 1976 se profesně uvádí jako plánovač.
Ve volbách roku 1971 zasedl do slovenské části Sněmovny národů (volební obvod č. 110 - Kysucké Nové Mesto, Středoslovenský kraj).Ve volbách roku 1976 přešel do Sněmovny lidu (obvod Kysucké Nové Mesto) a mandát obhájil ve volbách roku 1981 (obvod Kysucké Nové Mesto). Ve Federálním shromáždění setrval do konce funkčního období, tedy do voleb roku 1986.